# کاتسوهیسا هاتوری
کاتسوهیسا هاتوری (انگلیسی: Katsuhisa Hattori; ۱ نوامبر ۱۹۳۶ – ۱۱ ژوئن ۲۰۲۰) رهبر (موسیقی)، آهنگساز، و تهیه‌کننده موسیقی اهل ژاپن بود.